# بک (لوکزامبورگ)
بک (به لوکزامبورگی: Bech) یک شهرداری در استان اشترناخ کشور لوکزامبورگ است که ۲۳٫۳۱ کیلومترمربع مساحت دارد و جمعیت آن در سال ۲۰۰۹ میلادی ۱۰۰۳ نفر بوده‌است.